# 邁角
54°14′S 36°30′W / 54.233°S 36.500°W
邁角（英語：Mai Point），是南極洲的海岬，位於南喬治亞群島，處於昆伯蘭西灣，是邁維肯灣的入口處東部，由瑞典探險隊繪入地圖，由英國海外領土管轄。